# Turbulence 3: Heavy Metal
Turbulence 3: Heavy Metal is een Brits/Canadees/Amerikaanse direct-naar-dvd actiefilm uit 2001 van regisseur Jorge Montesi.

## Verhaal
Hardrock-artiest Slade Craven geeft een concert in een jumbojet. Op de grond zien een hacker en FBI-agente Kate Hayden hoe een dubbelganger van de zanger het vliegtuig kaapt.

## Rolbezetting
| Acteur          | Personage                   |
| --------------- | --------------------------- |
| John Mann       | Slade Craven/Simon Flanders |
| Gabrielle Anwar | Kate Hayden                 |
| Craig Sheffer   | Nick Watts                  |
| Joe Mantegna    | Frank Garner                |
| Monika Schnarre | Erica Black                 |
| Rutger Hauer    | co-piloot MacIntosh         |